# Lucuma

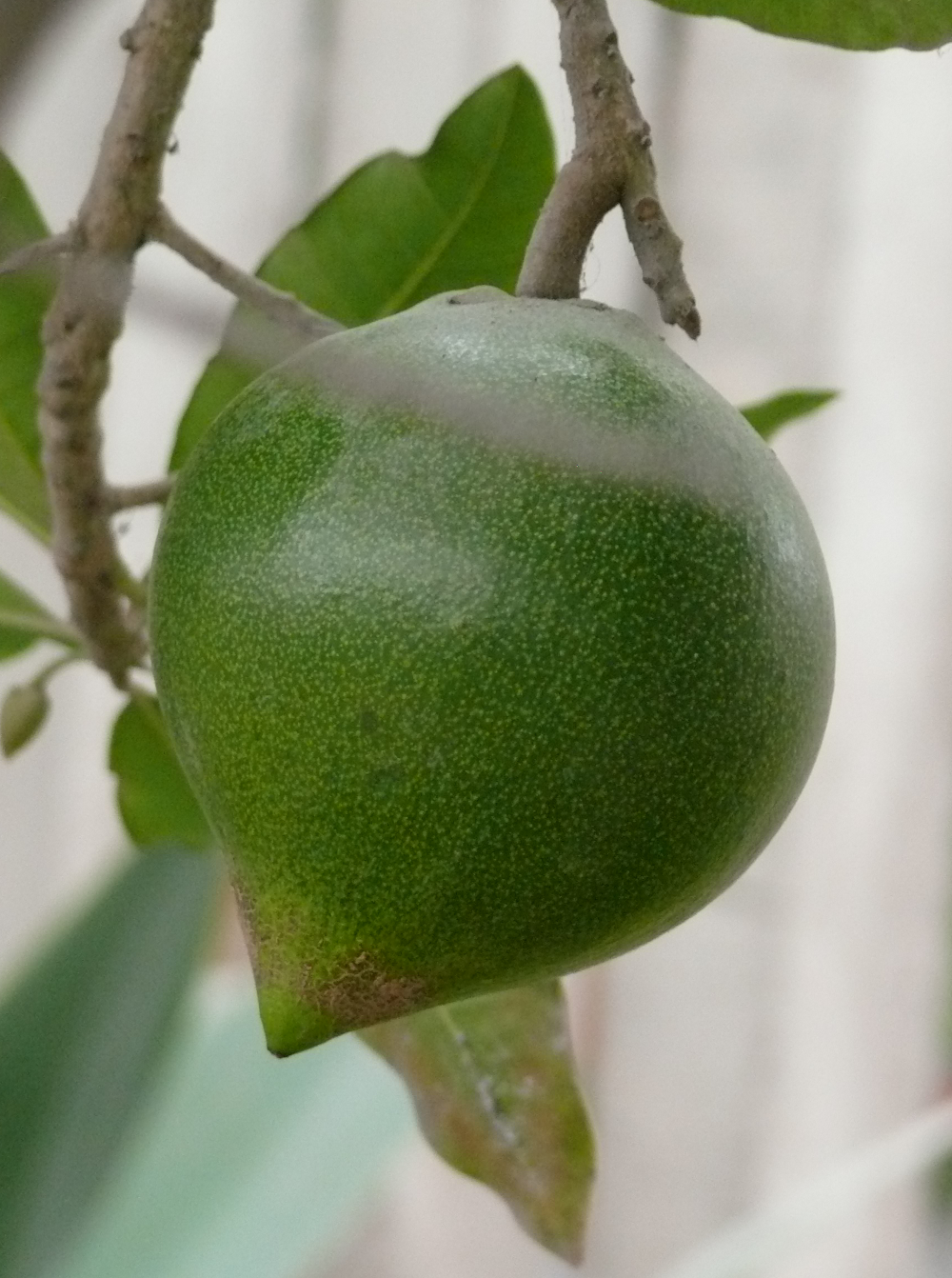
Onrijpe lucuma aan een tak

Lucuma (de vrucht van Pouteria lucuma uit de familie Sapotaceae) is een vrucht die oorspronkelijk uit de Zuid-Amerikaanse Andes-valleien van Chili, Peru en Ecuador afkomstig is. De groengele – enigszins naar zoete pompoen smakende vrucht – heeft het formaat van een appel. Vanwege de zoete smaak wordt het veel verwerkt in dranken, gebak en desserts. Lucuma-ijs is in Peru het meest populair.
De vrucht is een zeldzaam geval van een oude teeltsoort en is weinig bekend buiten zijn oorspronkelijke gebied. Hoewel al eeuwen bekend heeft het in de Moderne Tijd een plaats verworven in de voedselverwerking. In Chili en Peru wordt de vrucht lucumo genoemd, in Ecuador lucuma, in Colombia lucuma of rucma en in Costa Rica mamón.

## Oorsprong en verspreiding
De lucuma-vrucht werd voor het eerst waargenomen en gerapporteerd door Europeanen in Ecuador in 1531. Archeologen hebben ontdekt dat de lucuma vaak wordt afgebeeld op keramiek op begraafplaatsen van de inheemse bevolking aan de kust van Peru. De Inca's duidden de vrucht aan als "goud" vanwege de zoetheid en zeldzaamheid ervan. Zij zagen het zelfs als symbool voor vruchtbaarheid en creatie.
De inheemse soort wordt gekweekt in de hooglanden van West-Chili en Peru en in het zuidoosten van Ecuador, gebieden waar het sinds de oudheid al bekend is. In beperkte mate wordt het verbouwd in de Andes in het westen van Bolivia. Het meest populair in centraal Chili. In 1776 werd gemeld dat het alleen was geplant in de warmste delen van Noord-Chili. In 1912 groeiden er enkele bomen in tuinen rond San José, Costa Rica, waar de lucuma werd geïntroduceerd door ballingen terug te sturen in de eerste helft van de 19e eeuw.
Botanicus Orator F. Cook verzamelde in 1915 zaden in Ollantaytambo, Peru, voor het Amerikaanse ministerie van landbouw. In januari 1922 introduceerde Wilson Popenoe zaden uit Santiago, Chili. Er zijn verschillende pogingen gedaan om de boom in Zuid-Florida te laten groeien. Dit had echter geen succes. Eén exemplaar droeg enkele vruchten in de Fairchild Tropical Botanic Garden, maar deze ontwikkelde gallen en bezweek uiteindelijk. De Lucuma groeit goed in delen van Mexico en Hawaï, maar daar is de vrucht niet erg populair
De boom kan een hoogte bereiken van 8 tot 15 meter met een dichte groenblijvende kroon.

## Klimaat
De soort is niet tropisch, maar de boom groeit op hoogten tussen de 2.700 en 3.000 meter en is aangepast aan vrij droge locaties.

## Seizoen
De boom geeft het gehele jaar door fruit. Volgroeide vruchten vallen op de grond, maar zijn pas eetbaar als ze nog enkele dagen narijpen. Peruaanse indianen begroeven ze in hooi, stro, droge bladeren of andere materialen totdat ze zacht geworden waren.

## Gebruik
Het fruit wordt – als het volledig rijp is – rauw uit de hand gegeten. Lucuma wordt ook vaak verwerkt tot siroop. Daarna kan het worden gebruikt als taartvulling of verwerkt tot confituur. Ook wordt het wel gedehydrateerd tot poedervorm. In verwerkte vorm worden deze producten van de lucuma ook wel geëxporteerd naar andere delen van de wereld.

## Voedingswaarde
Lucuma wordt wel gezien als een suikervervanger die arm is aan calorieën. Het bevat antioxidanten, bètacaroteen en voedingsvezels. Verder is de vrucht rijk aan fosfor, kalium, de vitaminen B1, B2, B3 en B5. Ook bevat het ijzer en calcium.
Er wordt weleens de term superfood aan de vrucht toegedicht.

## Huarochirí-manuscript
Het Huarochirí-manuscript – een Incamythologische taaltekst uit de late 16e eeuw, die mythen, religieuze opvattingen en tradities van de Indianen uit de provincie Huarochirí beschrijft – verhaalt:
Cavillace – een maagdelijke godin – werd begeerd door de maangod Coniraya. Echter, zij wees hem af.
Op een dag toen zij onder een lucuma-boom zat veranderde Coniraya zich in een vogel. Daar besproeide hij een lucuma-vrucht met zijn sperma die hij naast Cavillace op de grond liet vallen. Toen zij de vrucht op at werd zij zwanger. Zij beviel van een zoon, maar niemand diende zich aan de vader te zijn. De baby zette zij op de grond die vervolgens naar Coniraya toe kruipte. Hieruit redeneerde zij dat hij de vader moest zijn.
Zij schaamde zich vanwege de lage stand van Coniraya tussen de goden, en rende naar de kust van Peru, waar zij zichzelf en haar zoon in rotsen veranderde.

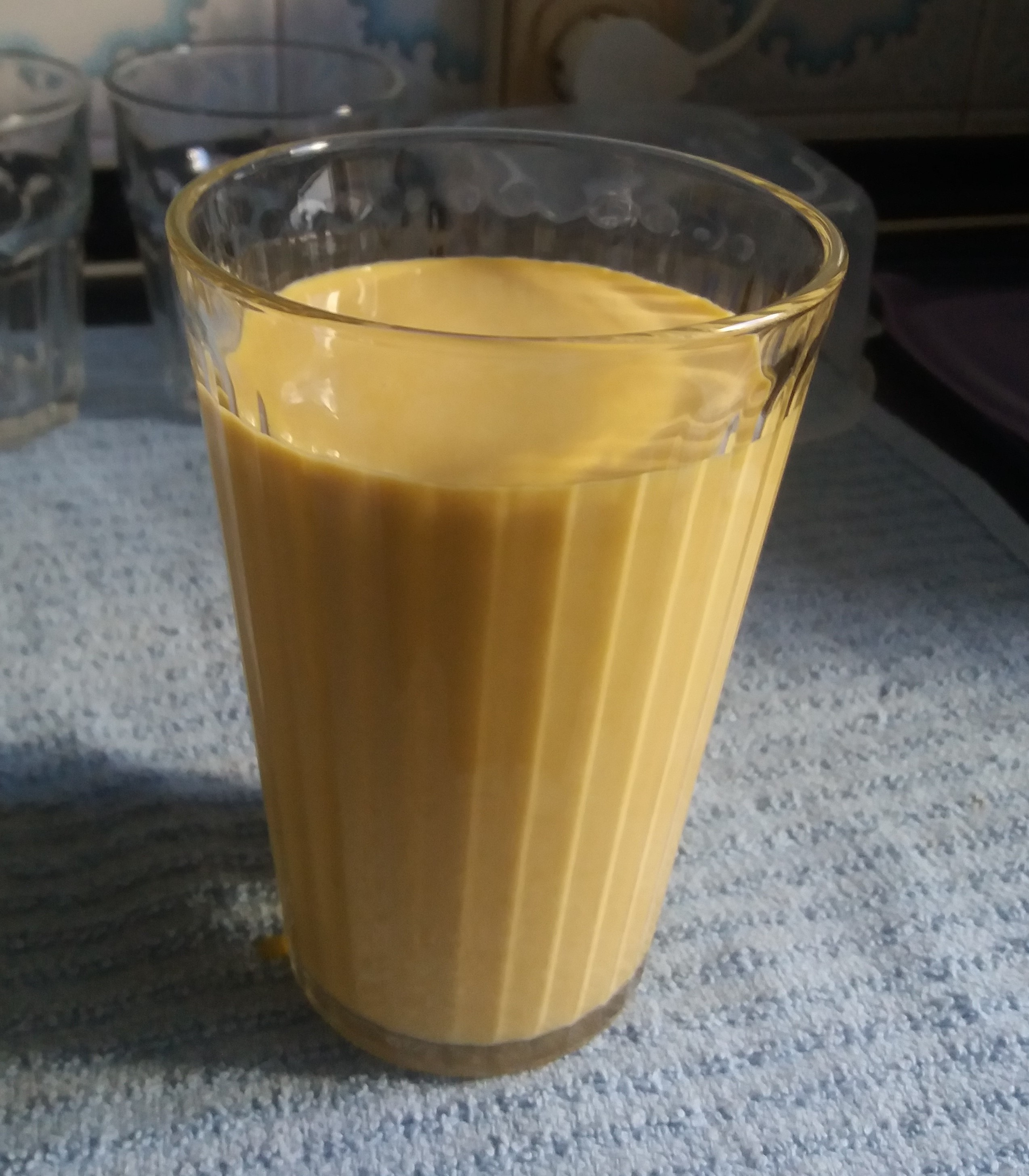
Lucuma-drank
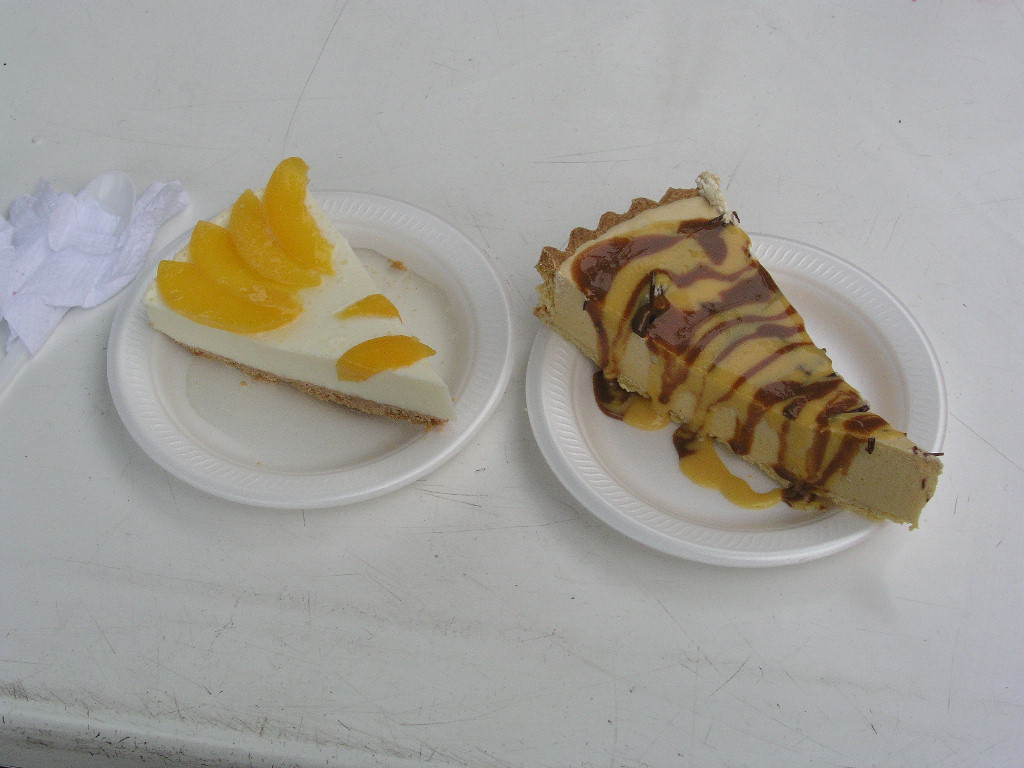
Lucuma-gebak
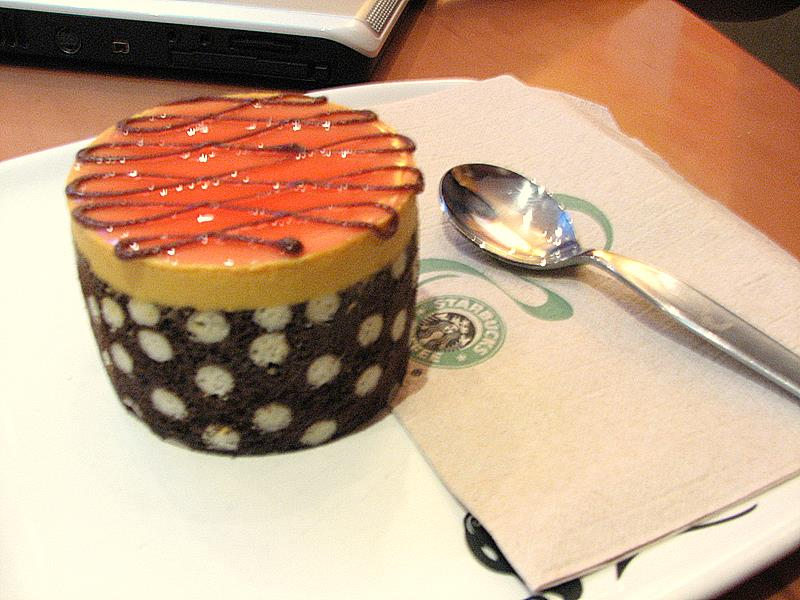
Lucuma-taart
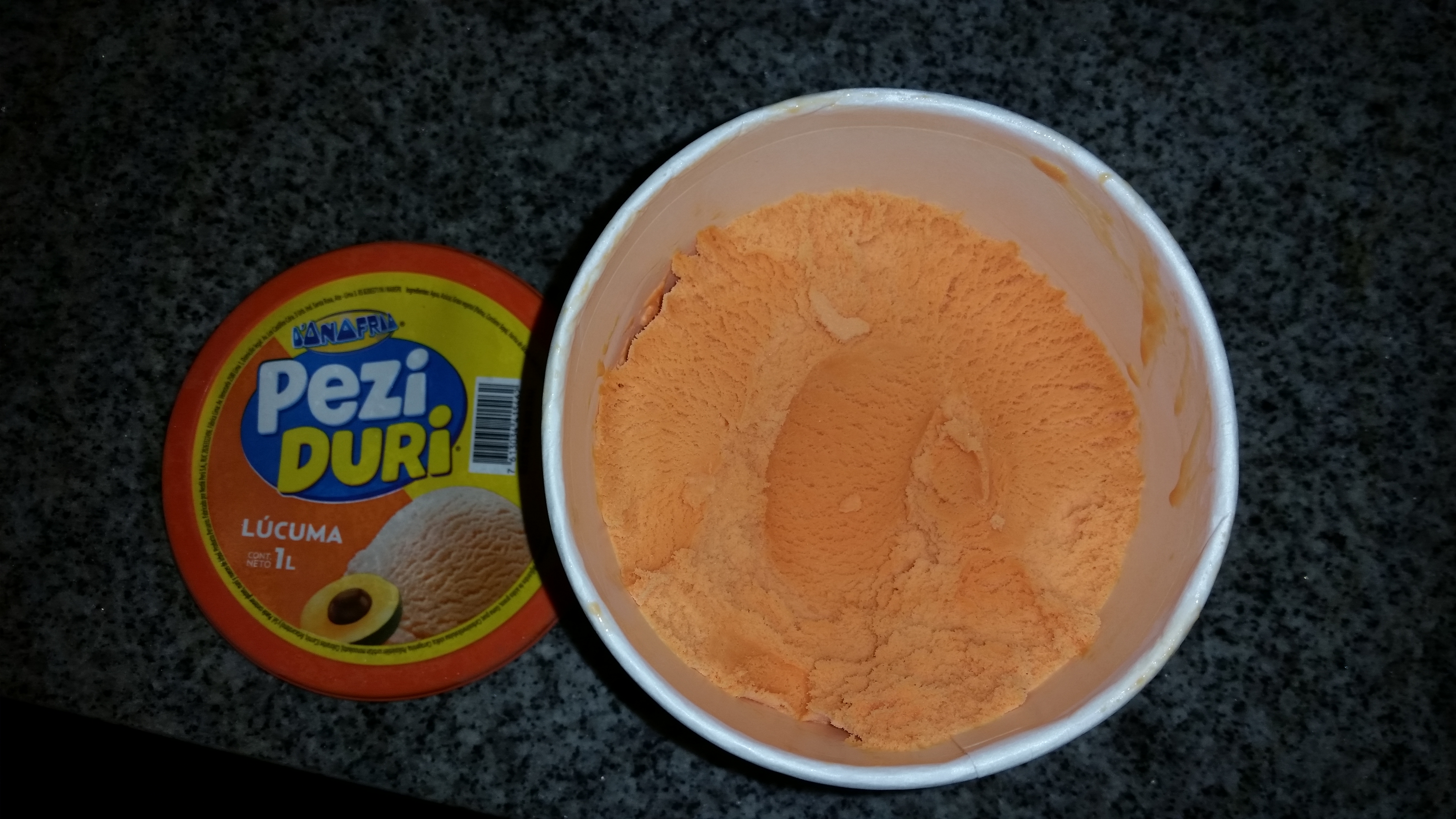
Lucuma-ijs